# Akrylonitryl
Akrylonitryl – organiczny związek chemiczny z grupy nitryli, stosowany głównie jako monomer do syntezy poliakrylonitrylu, jego kopolimerów oraz jako ważny substrat w wielu innych syntezach organicznych.
W temperaturze pokojowej jest to ruchliwa, lotna, bezbarwna lub żółta ciecz, o przykrym, duszącym zapachu.

## Zastosowania
Najbardziej masowym zastosowaniem akrylonitrylu jest synteza poliakrylonitrylu (PAN) i jego kopolimerów. PAN jest stosowany do produkcji włókien syntetycznych (sztuczny jedwab, anilana), kauczuków oraz w niewielkiej skali tanich tworzyw termoplastycznych o słabych własnościach mechanicznych (np. produkcja ramek do przezroczy). Kopolimery akrylonitrylu są stosowane jako tworzywa termoplastyczne. Do najbardziej znanych zalicza się poli(akrylonitryl-co-styren, SAN), który jest względnie przezroczysty i jednocześnie względnie wytrzymały mechanicznie, oraz ABS (akrylonitryl-butadien-styren), tworzywo o bardzo dobrych własnościach mechanicznych, stosowane przy produkcji zabawek, urządzeń AGD i w motoryzacji.
Pewne ilości akrylonitrylu są stosowane jako fumigant (gazowy pestycyd). W syntezie organicznej pochodne akrylonitrylu (np. 2-chloroakrylonitryl) są stosowane jako reagent, dienofil – w reakcji Dielsa-Aldera.

## Produkcja
Na skalę przemysłową akrylonitryl jest otrzymywany w procesie Sohio, tj. w katalitycznym utleniającym aminowaniu propenu:
CH
3−CH=CH
2 + NH
3 + 1,5O
2 → CH
2=CH−C≡N + 3H
2O
Roczna produkcja światowa akrylonitrylu w 2004 r. wyniosła ok. 4 miliony ton. Ok 50% światowej produkcji tego związku odbywa się w USA.
W skali laboratoryjnej, najprościej jest go otrzymać w reakcji bezpośredniej addycji cyjanowodoru do acetylenu:
Jest to jednak reakcja skrajnie niebezpieczna, potencjalnie wybuchowa i wymaga zastosowania wszelkich możliwych środków ostrożności. W praktyce reakcję tę stosuje się rzadko, bo akrylonitryl jest stosunkowo tanim odczynnikiem, z którego nabyciem nie ma większych trudności.

## Zagrożenia
Akrylonitryl jest bardzo łatwopalną substancją, która może zapalić się od pojedynczej iskry elektrycznej, a także na skutek kontaktu z utleniaczami. W formie czystej, po lekkim podgrzaniu ulega on gwałtownej, egzotermicznej reakcji polimeryzacji, prowadzącej do eksplozji W formie handlowej dodaje się do niego inhibitory, jednak nawet jego formy handlowe mogą ulec wybuchowej polimeryzacji, gdy wystawi się go na działanie silnego źródła światła ultrafioletowego, mocno podgrzeje lub doda do niego związków o odczynie zasadowym.
Spalanie akrylonitrylu prowadzi do powstania dużych ilości silnie toksycznych oparów cyjanowodoru i tlenków azotu. Należy go przechowywać w szczelnych butelkach z dala od źródeł ciepła, światła UV, iskier elektrycznych i substancji zasadowych.
Akrylonitryl sam w sobie jest także silnie toksyczny. Kontakt z oczami i skórą powoduje silne poparzenia. Wdychanie lub długi kontakt ze skórą, przez którą się dobrze wchłania powoduje zaburzenia percepcji, utratę świadomości, śpiączkę i w końcu śmierć. Akrylonitryl posiada też prawdopodobnie działanie rakotwórcze, aczkolwiek nie prowadzono szczegółowych badań na ten temat.